# Lamberto di Digione
Lamberto Lambert in francese, Lambert in catalano e Lambertus in latino (930 circa – 978) è stato Conte di Chalon, dal 966 alla morte.

## Origine
Secondo il Recueil des chartes de l'abbaye de Saint-Benoît-sur-Loire, Lamberto era figlio del visconte di Digione, Roberto e della moglie Ingeltrude, di cui non si conoscono gli ascendenti.

Del visconte di Digione, Roberto non si conoscono gli ascendenti.

## Biografia
Secondo la Gallia christiana, in provincias ecclesiasticas distributa, Volume 4, Lamberto succedette al Conte di Chalon, Giselberto di Chalon, già nel 956, al posto di Roberto di Vermandois.

Anche il documento n° LI del Recueil des chartes de l'abbaye de Saint-Benoît-sur-Loire, datato 956, cita Lamberto come conte di Chalon (Lanberto Allobrogum comite).

Anche gli Acta sanctorvm Maii citano Lamberto come conte (primusque comes civitatis ejusdem, Lambertus nomine).

Anche il documento n° 104 del Cartulaire du prieuré de Saint-Marcel-lès-Chalon, datato 960, cita i genitori e Lamberto come conte di Chalon (Rotberti comitis cum uxore sua Ingeltrude, Lamberti comitis).
Secondo gli Annales Nivernenses, suo suocero, Giselberto era morto poco dopo la Pasqua del 956, nei pressi di Parigi, mentre l'Ex Chronico Senonensi Sanctae Columbae specifica che morì il terzo giorno dopo la Pasqua.
La contea di Troyes e la contea di Chalon erano state ereditata dal cognato di Adele, il marito della sorella Adelaide Roberto, conte di Meaux.
Non si conosce la data esatta della morte di Roberto di Vermandois, si ha testimonianza di un documento da lui sottoscritto in data 19 giugno 966; dopo di che non si hanno più notizie per cui si presume che sia morto in quello stesso anno.

La Contea di Chalon rimase alla moglie Adelaide, alla quale in quello stesso anno, succedette la sorella, Adele, col marito, Lamberto di Digione, come conferma la Histoire de Chalon-sur-Saône.
Secondo la Histoire de Chalon-sur-Saône Lamberto fondò il monastero di Paray-le-Monial, in una località detta Val d'Or; il documento n° 165 del Cartulaire du prieuré de Paray-le-Monial, ordre de Saint-Benoît controfirmato dalla moglie Adele e dal figlio, Ugo (Adalaidis uxoris eius et Hugonis filii eiu) conferma che Lamberto (Comes domnus Lambertus) fondò il monastero di Paray-le-Monial; mentre il documento n° 2 del Cartulaire du prieuré de Paray-le-Monial, ordre de Saint-Benoît ricorda che Lamberto figlio di Roberto e Ingeltrude (Lambertus filius Rotberti vicecomitis, Ingeltrude matre ortus) divenne conte di Chalon (comitatum Cabilonensem primus) ed infine, nel 977, donò il monastero a Cluny (laudatum Cluniancensem abbatem).
Lamberto, assieme alla moglie, Adele (Lanbertus comes atque uxor mea Adeleydis) fece ancora una donazione al monastero di Cluny, nel 978, come da documento n° 1444 bis del Recueil des Chartes de Cluny, tomus 2.
Lamberto morì, nel 978, e fu sepolto nel monastero di Paray-le-Monial, avendo il figlio, Ugo, eseguito le volontà di Lamberto, come ci viene confermato dai documenti 3, 4 e 5 del Cartulaire du prieuré de Paray-le-Monial.
Adele dopo essere rimasta vedova nel 978, nel 979 si sposò in seconde nozze, col terzo Conte di Angiò, Goffredo, detto Grisegonelle.

## Matrimonio e discendenza
Lamberto aveva sposato, prima del 956, Adele, che, secondo lo storico André Duchesne (1584-1640), considerato il padre della storiografia francese, nel suo Histoire généalogique de la maison de Vergy era la figlia del conte di Châlon, d'Autun, di Digione, di Beaune, di Vergy e d'Avalon, conte di Troyes e duca di Borgogna, Giselberto di Chalon e di Ermengarda di Borgogna, figlia del conte di Autun, conte di Auxerre, primo duca dei Burgundi prima col titolo di marchese e poi col titolo di duca di Borgogna ed infine conte di Troyes, Riccardo di Autun detto il Giustiziere, e di Adelaide (?-dopo il 14 luglio 929) figlia del conte di Auxerre e di Borgogna, Corrado II, della famiglia dei Guelfi e di Waldrada. 

Lamberto da Adele ebbe quattro figli:
- Gerberga, sposata al Re d'Italia, Adalberto II d'Ivrea, e in seconde nozze al duca di Borgogna Enrico I, come conferma la Chronica Albrici Monachi Trium Fontium[18]
- Ugo (972-1039) Conte di Chalon e vescovo di Auxerre, come da documento n° 2722 del Recueil des chartes de l'abbaye de Cluny, tome III[19]
- Elisabetta o Matilde (970-1019 circa), sposata a Goffredo, signore di Semur[19]
- Alice, sposata al conte de Mâcon, Guiu I.

### Fonti primarie
- (LA)  Monumenta germanica Historica, Scriptores, tomus XXIII.
- (LA)  Monumenta germanica Historica, Scriptores, tomus XIII.
- (LA)  Monumenta Germaniae Historica, Scriptores, tomus III.
- (LA)  Rerum Gallicarum et Francicarum Scriptires, tomus IX.
- (LA)  Cartulaire du prieuré de Saint-Marcel-lès-Chalon.
- (LA)  Recueil des Chartes de Cluny, tomus 2.
- (LA)  Recueil des Chartes de Cluny, tomus 3.
- (LA)  Recueil des chartes de l'abbaye de Saint-Benoît-sur-Loire.
- (LA)  Gallia christiana, in provincias ecclesiasticas distributa; Volume 4.
- (LA)  Cartulaire du prieuré de Paray-le-Monial, ordre de Saint-Benoît.
- (LA)  Acta sanctorvm Maii.

### Letteratura storiografica
- René Poupardin, I regni carolingi (840-918), in «Storia del mondo medievale», vol. II, 1979, pp. 583–635
- Louis Halphen, Il regno di Borgogna, in «Storia del mondo medievale», vol. II, 1979, pp. 807–821
- (FR)  Histoire de Chalon-sur-Saône.
- (FR)  Histoire de Chalon-sur-Saône du VIIIème au XIIIème.
- (FR)  André Duchesne, Histoire généalogique de la maison de Vergy.